# Úmluva o zabránění a trestání zločinu genocidia
Úmluva o zabránění a trestání zločinu genocidia byla přijata Valným shromážděním OSN 8. prosince 1948 jako rezoluce Valného shromáždění 260. Úmluva vstoupila v platnost 12. ledna 1951.
Úmluva definuje genocidu jako zločin podle mezinárodního práva a byla výsledkem kulminace činnosti polsko-židovského právníka Lemkina. Úmluva byla v ČSR publikována pod č. 32/1955 Sb.

## Definice genocidy dle OSN
Čl. II.:
V této Úmluvě se genocidou rozumí kterýkoli z níže uvedených činů, spáchaných v úmyslu zničit úplně nebo částečně některou národní, etnickou, rasovou nebo náboženskou skupinu jako takovou:
a) usmrcení příslušníků takové skupiny;
b) způsobení těžkých tělesných ublížení nebo duševních poruch členům takové skupiny;
c) úmyslné uvedení kterékoli skupiny do takových životních podmínek, které mají přivodit její úplné nebo částečné fyzické zničení;
d) opatření směřující k tomu, aby se v takové skupině bránilo rození dětí;
e) násilné převádění dětí z jedné skupiny do jiné.